# Brennan Brown
Brennan Brown (Los Angeles, 23 november 1968) is een Amerikaans acteur. 

## Carrière
Brown begon in 2000 met acteren in de televisieserie Law & Order: Special Victims Unit, waarna hij nog meerdere rollen speelde in televisieseries en films. Hij is onder andere bekend van zijn acteren in I Love You Phillip Morris (2009), State of Play (2009), Person of Interest (2012-2013), Focus (2015) en Chicago Med (2015-2024).

## Huwelijk
Brown is in 1998 getrouwd met actrice Jenna Stern. 

## Filmografie

### Films
Uitgezonderd korte films.
- 2022: Not Okay - als Harold
- 2019: Midway - als Joseph Rochefort
- 2019: The Wolf Hour - als Hans
- 2015: Focus - als Horst
- 2013: Occult - als assistent-regisseur Monroe
- 2013: Gilded Lilys - als mr. Lavage
- 2011: Detachment - als Greg Raymond
- 2009: State of Play - als Andrew Pell
- 2009: I Love You Phillip Morris - als Birkheim
- 2007: Turn the River - als Randolph
- 2007: The Girl in the Park - als fan
- 2002: Monday Night Mayhem - als Bob Goodrich

### Televisieseries
Uitgezonderd eenmalige gastrollen.
- 2015-2024: Chicago Med - als dr. Sam Abrams - 43 afl.
- 2022: Gimme a Break - als Julian - 2 afl.
- 2015-2019: The Man in the High Castle - als Robert Childan - 34 afl.
- 2018: The Sinner - als Lionel Jeffries  - 3 afl.
- 2014-2015: Mozart in the Jungle - als Edward Biben - 8 afl.
- 2014-2015: Beauty and the Beast - als kapitein Ward - 8 afl.
- 2013-2014: It Could Be Worse - als Rich - 9 afl.
- 2012-2013: Person of Interest - als special agent Nicholas Donnelly - 9 aqfl.
- 2008: John Adams - als Robert Treat Paine - 2 afl.

### Computerspellen
- 2010: Red Dead Redemption - als stem
- 2007: Manhunt 2 - als stem

- Library of Congress Control Number: no2013017521
- Système universitaire de documentation: 200140361
- Virtual International Authority File: 296811268
- WorldCat: E39PBJrC8BRBF3w77DbfwTKfMP